# Зубов Мост
Зубов Мост (укр. Зубів Міст) — село в Каменка-Бугской городской общине Львовского района Львовской области Украины.
Население по переписи 2001 года составляло 450 человек. Занимает площадь 0,098 км². Почтовый индекс — 80421. Телефонный код — 3254.